# 圣安德肋堂 (卡普里)
圣安德肋堂（Chiesa di Sant'Andrea）是一座罗马天主教教堂，位于意大利卡普里岛南部的小港（Marina Piccola）附近，1900年为当地渔民兴建。该堂所在地点原有一个瞭望塔。该堂由画家Riccardo Fainardi设计，德国银行家乌戈·安德烈亚斯夫妇资助。